# Thuidium alvarezianum
Thuidium alvarezianum là một loài rêu trong họ Thuidiaceae. Loài này được Cardot mô tả khoa học đầu tiên năm 1911.